# Aspidelaps lubricus
Espèce
Synonymes
- Natrix lubrica Laurenti, 1768
- Naia somersetta Smith, 1826
- Aspidelaps lubricus infuscatus Mertens, 1954

Aspidelaps lubricus ou serpent-corail du Cap est une espèce de serpents de la famille des Elapidae.

## Répartition
Cette espèce se rencontre en Afrique du Sud, en Namibie et en Angola. 

## Description

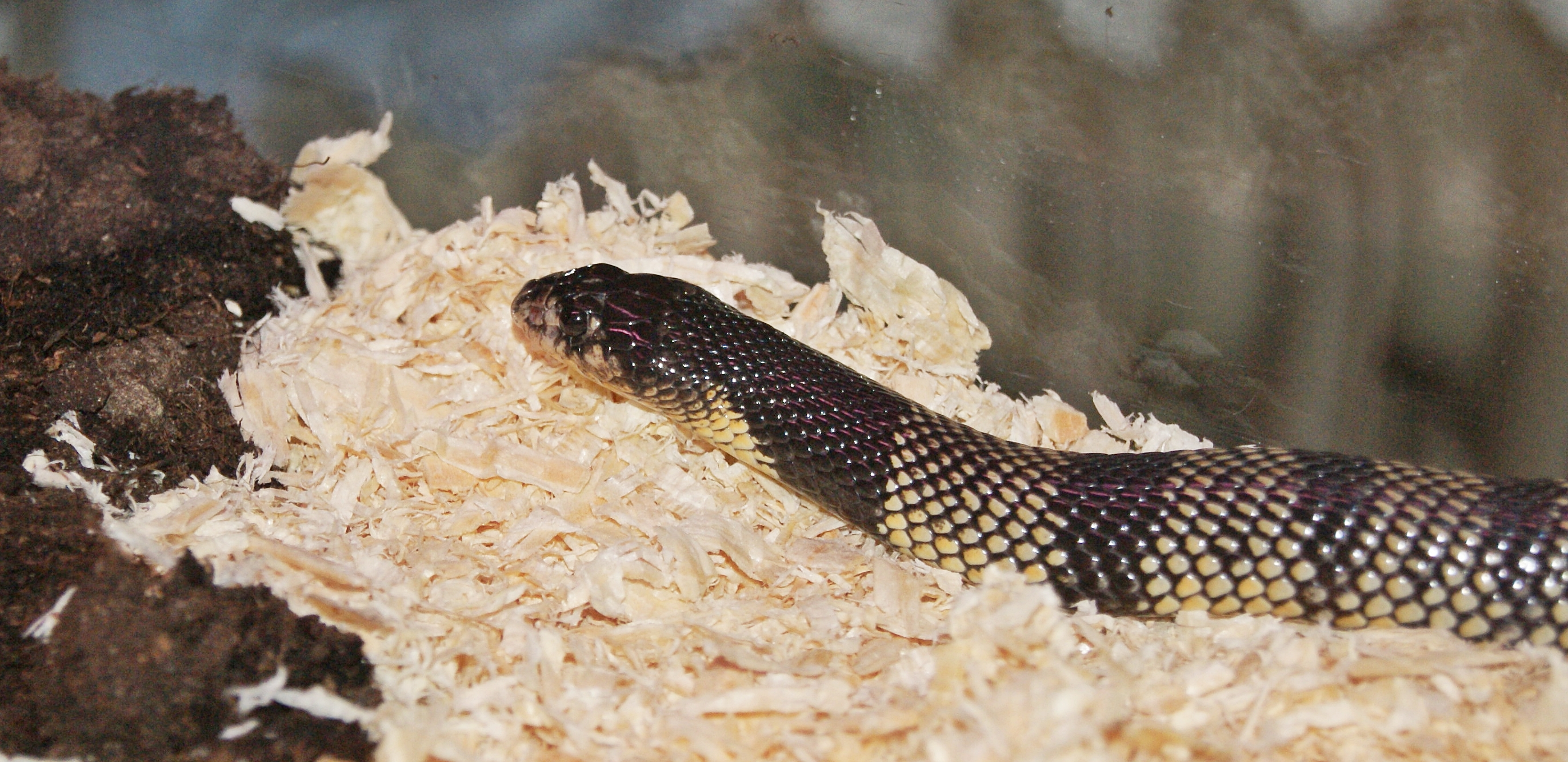
Aspidelaps lubricus

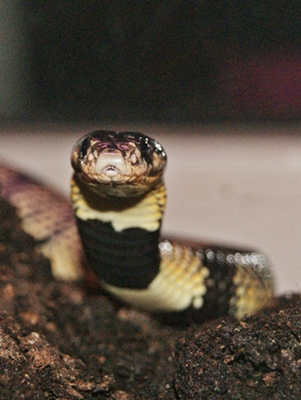
Aspidelaps lubricus

C'est un serpent venimeux.

## Liste des sous-espèces
Selon The Reptile Database (12 février 2014) :
- Aspidelaps lubricus cowlesi Bogert, 1940
- Aspidelaps lubricus lubricus (Laurenti, 1768)

## Étymologie
La sous-espèce est nommée en l'honneur de Raymond Bridgman Cowles.

## Publications originales
- Bogert, 1940 : Herpetological results of the Vernay Angola Expedition. I. Snakes, including an arrangement of the African Colubridae. Bulletin of the American Museum of Natural History, vol. 77, p. 1-107 (texte intégral).
- Laurenti, 1768 : Specimen medicum, exhibens synopsin reptilium emendatam cum experimentis circa venena et antidota reptilium austriacorum, Vienna Joan Thomae, p. 1-217 (texte intégral).